# 硫酸锎
硫酸锎是一种具有强烈放射性的无机化合物，化学式为Cf2(SO4)3。

## 性质
硫酸锎在空气中于1200 °C加热，再在500 °C的氢气中还原，可以得到三氧化二锎（Cf2O3）。